# 7849 Янйосефріч
7849 Янйосефріч (7849 Janjosefrič) — астероїд головного поясу, відкритий 18 квітня 1996 року.
Тіссеранів параметр щодо Юпітера — 3,339.